# Aulacophora cristovallensis
Aulacophora cristovallensis là một loài bọ cánh cứng trong họ Chrysomelidae. Loài này được Montrouzier miêu tả khoa học năm 1855.